# Nuoto ai campionati mondiali di nuoto 2011 - Staffetta 4x100 metri misti femminile
La staffetta 4x100 metri mista femminile ai campionati mondiali di nuoto 2011 si è svolta presso lo Shanghai Oriental Sports Center di Shanghai, in Cina.
Le qualifiche per la finale si sono svolte la mattina del 24 luglio 2011, mentre la finale si è svolta la sera dello stesso giorno.

## Medaglie
| Posizione | Oro | Argento                                                                        | Bronzo                                                                      |
| --------- | --- | ------------------------------------------------------------------------------ | --------------------------------------------------------------------------- |
| Paese     | Stati Uniti                                                                                                  | Cina                                                                           | Australia                                                                   |
| Atlete    | Natalie Coughlin Rebecca Soni Dana Vollmer Missy Franklin Elizabeth Pelton* Christine Magnuson* Amanda Weir* | Zhao Jing Ji Liping Lu Ying Tang Yi Chang Gao* Sun Ye* Liuyang Jiao* Zhesi Li* | Belinda Hocking Leisel Jones Alicia Coutts Merindah Dingjan Stephanie Rice* |

## Record
Prima della manifestazione il record del mondo (RM) e il record dei campionati (RC) erano i seguenti.
| Record mondiale       | 3'52"19 | Cina | 1º agosto 2009 Roma, Italia |
| Record dei campionati | 3'52"19 | Cina | 1º agosto 2009 Roma, Italia |

Durante la competizione non sono stati migliorati record.

## Risultati batterie
| Pos. | Nazione       | Atlete | Tempo       | Batteria | Corsia | Note |
| ---- | ------------- | --- | ----------- | -------- | ------ | ---- |
| 1    | Stati Uniti   | Elizabeth Pelton (1:00.19) Rebecca Soni (2:05.16) Christine Magnuson (3:02.70) Amanda Weir (3:56.95)               | 3:56.95     | 3        | 4      |      |
| 2    | Russia        | Anastasija Zueva (59.53) Julija Efimova (2:05.84) Irina Bespalova (3:04.61) Veronika Popova (3:59.08)              | 3:59.08     | 3        | 6      |      |
| 3    | Cina          | Chang Gao (1:01.07) Sun Ye (2:08.19) Liuyang Jiao (3:06.01) Zhesi Li (3:59.44)                                     | 3:59.44     | 3        | 5      |      |
| 4    | Australia     | Stephanie Rice (1:01.47) Leisel Jones (2:08.18) Alicia Coutts (3:05.39) Merindah Dingjan (3:59.62)                 | 3:59.62     | 2        | 4      |      |
| 5    | Regno Unito   | Georgia Davies (1:00.15) Kate Haywood (2:08.34) Jemma Lowe (3:05.62) Amy Smith (3:59.65)                           | 3:59.65     | 2        | 5      |      |
| 6    | Giappone      | Aya Terakawa (1:00.40) Satomi Suzuki (2:07.55) Yuka Katō (3:05.95) Haruka Ueda (4:00.08)                           | 4:00.08     | 1        | 4      |      |
| 7    | Canada        | Sinead Russell (1:00.16) Jillian Tyler (2:07.86) Katerine Savard (3:05.77) Chantal Van Landeghem (4:00.72)         | 4:00.72     | 3        | 3      |      |
| 8    | Germania      | Jenny Mensing (1:01.30) Sarah Poewe (2:08.54) Sina Sutter (3:07.19) Daniela Schreiber (4:00.90)                    | 4:00.90     | 2        | 3      |      |
| 9    | Danimarca     | Mie Nielsen (1:01.73) Rikke Pedersen (2:09.22) Jeanette Ottesen (3:07.29) Pernille Blume (4:01.60)                 | 4:01.60     | 1        | 3      |      |
| 10   | Svezia        | Sarah Sjöström (1:01.24) Joline Hoestman (2:09.95) Martina Granstroem (3:08.22) Ida Markovarga (4:02.71)           | 4:02.71     | 1        | 5      |      |
| 11   | Paesi Bassi   | Femke Heemskerk (1:01.30) Moniek Nijhuis (2:09.94) Inge Dekker (3:08.21) Maud Van Der Meer (4:03.20)               | 4:03.20     | 2        | 7      |      |
| 12   | Spagna        | Duane Da Rocha (1:01.27) Marina Garcia Urzainque (2:09.92) Judit Ignacio Sorribes (3:08.95) Maria Fuster (4:03.98) | 4:03.98     | 2        | 6      |      |
| 13   | Francia       | Alexianne Castel (1:01.30) Sophie De Ronchi (2:09.87) Aurore Mongel (3:09.52) Camille Muffat (4:04.05)             | 4:04.05     | 3        | 2      |      |
| 14   | Italia        | Elena Gemo (1:02.65) Chiara Boggiatto (2:10.86) Ilaria Bianchi (3:09.91) Federica Pellegrini (4:04.74)             | 4:04.74     | 1        | 6      |      |
| 15   | Sudafrica     | Karin Prinsloo (1:01.30) Suzaan Van Biljon (2:10.40) Vanessa Mohr (3:08.83) Leone Vorster (4:04.97)                | 4:04.97     | 1        | 2      |      |
| 16   | Finlandia     | Anni Alitalo (1:04.37) Jenna Laukkanen (2:13.30) Emilia Pikkarainen (3:14.20) Hanna-Maria Seppälä (4:08.47)        | 4:08.47     | 1        | 7      |      |
| 17   | Brasile       | Etiene Medeiros (1:04.27) Carolina Mussi (2:18.59) Daynara De Paula (3:18.71) Tatiana Lemos Barbosa (4:14.52)      | 4:14.52     | 3        | 7      |      |
| -    | Corea del Sud | non partita | non partita | 2        | 2      |      |

## Finale
| Pos. | Nazione     | Atlete                                                                                                | Corsia | Tempo   | Note         |
| ---- | ----------- | --- | ------ | ------- | ------------ |
|      | Stati Uniti | Natalie Coughlin (59.12) Rebecca Soni (2:03.83) Dana Vollmer (2:59.57) Missy Franklin (3:52.36)       | 4      | 3:52.36 |              |
|      | Cina        | Jing Zhao (59.24) Liping Ji (2:05.51) Ying Lu (3:02.28) Yi Tang (3:55.61)                             | 3      | 3:55.61 |              |
|      | Australia   | Belinda Hocking (59.91) Leisel Jones (2:06.09) Alicia Coutts (3:02.78) Merindah Dingjan (3:57.13)     | 6      | 3:57.13 |              |
| 4    | Russia      | Anastasija Zueva (59.13) Julija Efimova (2:05.04) Irina Bespalova (3:03.65) Veronika Popova (3:57.38) | 5      | 3:57.38 |              |
| 5    | Giappone    | Aya Terakawa (1:00.02) Satomi Suzuki (2:06.32) Yuka Katō (3:03.87) Yayoi Matsumoto (3:57.84)          | 7      | 3:57.84 |              |
| 6    | Regno Unito | Georgia Davies (59.95) Stacey Tadd (2:09.09) Ellen Gandy (3:07.06) Francesca Halsall (4:01.09)        | 2      | 4:01.09 |              |
| -    | Canada      | Sinead Russell (59.69) Jillian Tyler (–) Katerine Savard (–) Julia Wilkinson (–)                      | 1      |         | squalificata |
| -    | Germania    | Jenny Mensing (1:01.21) Sarah Poewe (–) Sina Sutter (–) Daniela Schreiber (–)                         | 8      |         | squalificata |